# Улица Клияну (Рига)
Улица Кли́яну (латыш. Klijānu iela, от латыш. klijāns — канюк, сарыч) — улица в Риге, в Видземском предместье, в микрорайоне Браса. Начинается от улицы Бривибас у Воздушного моста, проходит в северо-западном направлении вдоль территории Большого кладбища и железнодорожной линии Земитаны — Скулте, заканчивается перекрёстком с улицей Клуса.
Длина улицы — 879 метров. Часть улицы имеет асфальтовое покрытие, часть замощена булыжником. Движение двустороннее. Общественный транспорт по улице не курсирует, но на улице Клуса есть остановка «Klijānu iela».

## История
Впервые на планах города Риги улица встречается в 1885 году под названием Соколиная улица (нем. Falkenstrasse, латыш. Vanagu iela). В 1921 году она упоминается в адресных книгах под названием Lielā Klijānu iela, а с 1933 года — под своим нынешним наименованием, которое в дальнейшем уже не изменялось.

## Прилегающие улицы
Улица Клияну пересекается со следующими улицами:
- Улица Бривибас
- Улица Маза Клияну
- Улица Лакстигалу
- Улица Клуса